# Stenogobius ingeri
Stenogobius ingeri es una especie de pez de la familia de los Gobiidae en el orden de los Perciformes.

## Morfología
Los machos pueden llegar a alcanzar los 6,9 cm de longitud total y las  hembras 6,29.

## Hábitat
Es un pez de Agua dulce, de clima tropical y demersal.

## Distribución geográfica
Se encuentra en Sabah (Borneo, Malasia ).

## Observaciones
Es inofensivo para los humanos.